# 2,2'-bipiridina
La 2,2'-bipiridina è un composto chimico di formula (C5H4N)2. È anche chiamato dipiridile o bipirididile (come bifenile). Comuni abbreviazioni sono bipy o bpy. È un legante chelato bidentato che forma complessi con moltissimi metalli di transizione. I complessi di rutenio e platino con il legante bpy sono fortemente luminescenti, e alcuni hanno applicazioni pratiche. A temperatura ambiente si presenta come un solido incolore, dal lieve odore caratteristico. È un composto tossico.
Un legante chelante bidentato molto simile, che dà complessi analoghi, è la 1,10-fenantrolina.

## Preparazione e proprietà generali
Si può preparare per deidrogenazione della piridina con nichel Raney:
La popolarità di questo legante è dimostrata dal fatto che sono state descritte molte bipiridine con i più svariati sostituenti.
I complessi con il bpy mostrano intense bande di assorbimento nella regione del visibile. Queste transizioni elettroniche sono quasi sempre di trasferimento di carica metallo-legante (MLCT).

## Esempi di complessi con il legante bpy
- Mo(CO)4(bpy), derivato da Mo(CO)6.
- RuCl2(bipy)2,[6] un precursore utile per la sintesi di complessi a leganti misti.
- [Ru(bipy)3]Cl2, un ben noto complesso luminescente.
- [Fe(bipy)3]2+, utilizzato nell'analisi colorimetrica del ferro.

## Complessi tris(bipiridina)
Questi complessi hanno tre molecole di bipiridina coordinate ad uno stesso ione metallico; la formula si scrive come [M(bpy)3]n+ (dove M è un catione metallico, tipo Cr3+, Fe3+, Co3+, Ru2+, Rh+, e altri). Queste specie sono esacoordinate, con struttura ottaedrica; sono possibili due isomeri ottici, mostrati nella figura seguente:

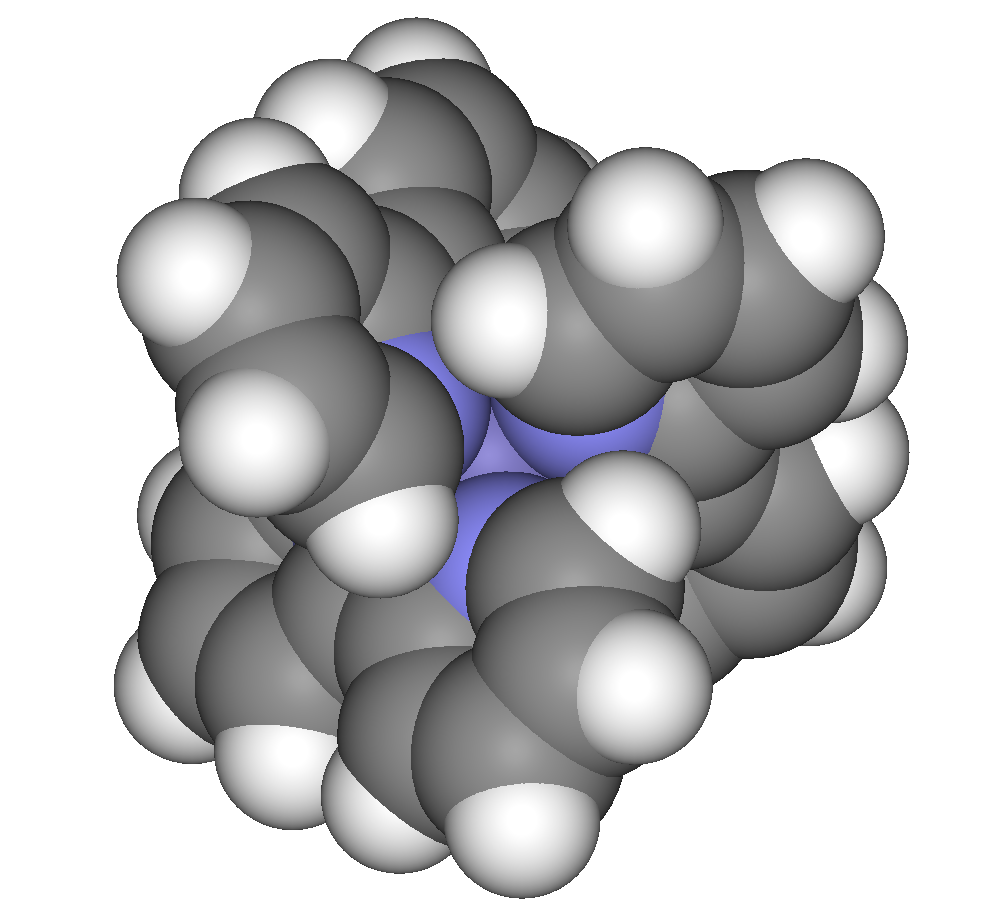
Vista tridimensionale del complesso [Fe(bipy)_{3}]^{2+}.

Questi ed altri complessi dei metalli di transizione contenenti il legante bipiridina sono elettroattivi, cioè possono essere ossidati o ridotti facilmente. Una tecnica elettrochimica molto usata a questo riguardo è la voltammetria ciclica. Spesso, l'ossidazione avviene sul metallo e la riduzione avviene sul legante bpy, con reazioni monoelettroniche reversibili. Ad esempio:
[Ru2+(bpy)3]2+  ⇄  [Ru3+(bpy)3]3+ + e−              (l'ossidazione avviene sul metallo)
[Ru2+(bpy)3]2+ + e−  ⇄  [Ru2+(bpy)2(bpy− )]+      (la riduzione avviene sul legante)
In condizioni fortemente riducenti ogni legante bpy può assorbire due elettroni.